# Listă de formații screamo
Aceasta este o listă de formații screamo inclusiv artiști care au interpretat subgenuri ca crunkcore.

## A
- Alexisonfire[1]
- Ampere[2]
- Antioch Arrow[3]

## B
- Bleed the Dream[4]
- Burden of a Day[5]
- Black veil Brides

## C
- Circle Takes the Square[6]
- City of Caterpillar[7]

## D
- Dead Poetic[8][9]
- Destroy the Runner[10]
- Dizmas[11]

## E
- Envy[12][13][14]

## F
- Falling in Reverse[15]
- Family Force 5[16][17]
- Four Hundred Years[18]
- From Autumn to Ashes[19]
- From First to Last[20]
- Funeral Diner[7]
- Funeral for a Friend[21][22]

## G
- Glassjaw[23][24]
- Graf Orlock[25]
- Greeley Estates[26]

## H
- Hawthorne Heights[23][27][28][29]
- He Is Legend[30]
- Here I Come Falling[31][32]
- Heroin[3][33][34][35]
- Hot Cross[18]

## I
- I Hate Myself[18]
- In/Humanity[36]

## K
- Kids in the Way[37]

## L
- La Quiete[38]

## N
- Neil Perry[39]
- Nitro Mega Prayer[40]

## O
- Off Minor[18]
- Orchid[41]

## P
- Pianos Become the Teeth[42]
- Pg. 99[43]
- Poison the Well[23]
- Portraits of Past[44]

## R
- Raein[45]

## S
- Saetia[46]
- Saosin[47]
- Shotmaker[33]
- Silverstein[1]
- Swing Kids[48]
- Senses Fail[1]
- Sleeping with Sirens

## T
- Thrice[23]
- Thursday[23][33]

## U
- Underoath[49]
- United Nations[50]
- The Used[51][52]

## V
- Vendetta Red[23]